# Qiyuan
Qiyuan (kinesiska: 漆园) är ett stadsdelsdistrikt i östra Kina. Det ligger i Mengcheng härad i staden Bozhou i provinsen Anhui,  omkring 170 kilometer nordväst om provinshuvudstaden Hefei.